# Ерлыково (Башкортостан)
Ерлыково (баш. Йәрлекәү) — село в Миякинском районе Башкортостана, входит в состав Миякинского сельсовета.

## География
Расстояние до:
- районного центра (Киргиз-Мияки): 3 км,
- центра сельсовета (Киргиз-Мияки): 3 км,
- ближайшей ж/д станции (Аксёново): 46 км.

## Население
| 2002 | 2009 | 2010 |
| ---- | ---- | ---- |
| 459  | ↗514 | ↘499 |

Национальный состав
Согласно переписи 2002 года, преобладающие национальности — русские (43 %), татары (27 %).

## Религия
В селе есть православный храм в честь Покрова Пресвятой Богородицы.

## Известные уроженцы, жители
- Ерлыково — родина художника Николая Ивановича Козырина[6][7][8].